# أندرو روبرتس (مؤرخ)
أندرو روبرتس (بالإنجليزية: Andrew Roberts)‏ هو كاتب سير ومؤرخ وصحفي بريطاني، ولد في 13 يناير 1963 في لندن في المملكة المتحدة.

## وصلات خارجية
- أندرو روبرتس على موقع IMDb (الإنجليزية)
- أندرو روبرتس على موقع ميوزك برينز (الإنجليزية)
- أندرو روبرتس على موقع إن إن دي بي (الإنجليزية)
- أندرو روبرتس على موقع قاعدة بيانات الفيلم (الإنجليزية)